# Улеєво (Бірський район)
Уле́єво (рос. Улеево, башк. Үләй) — село у складі Бірського району Башкортостану, Росія. Входить до складу Бахтибаєвської сільської ради.
Населення — 101 особа (2010; 125 у 2002).
Національний склад:
- марійці — 50 %
- росіяни — 49 %